# Riedelia bicuspis
Riedelia bicuspis là một loài thực vật có hoa trong họ Gừng. Loài này được Henry Nicholas Ridley miêu tả khoa học đầu tiên năm 1916. Loài này có quan hệ họ hàng gần với Riedelia triciliata nhưng có hoa to hơn.

## Phân bố
Loài này được tìm thấy ở cao độ 1.189 m (3.900 ft) dọc theo sông Utakwa (Otakwa) ngược dòng tới phần trung tâm dãy núi Snow (dãy núi Nassau) ở tỉnh Papua, Indonesia. Mẫu vật điển hình: C.B. Kloss s.n. thu thập ngày 28 tháng 1 năm 1913 tại núi Carstensz.